# 两回合淘汰赛
在体育运动（尤指足球）中，两回合淘汰赛（英語：two-legged tie）指两支队伍进行两场比赛，通常每队在其主场各赛一场。获胜队伍通常由两回合总比分决定。例如，如果两回合比分为：
- 首回合：A队 4–1 B队
- 次回合：B队 2–1 A队

总比分即为A队 5–3 B队，A队赢得比赛胜利。在某些比赛中，如果每队各赢一回合，不管总比分如何都视为平局。两回合淘汰赛可用于单败淘汰制比赛和季后赛。
除了足球之外，中国围棋甲级联赛在2019年改革后，其季后赛阶段也施行两回合淘汰赛制。

## 平局时
当两队总比分战平时，通常会采取以下的方式决定胜负：
- 作客入球優惠制
- 加時賽（包括金球制、银球制和加时赛等）
- 点球大战
- 重賽（早期）
- 主将制（中国围棋甲级联赛特有赛制，规定特定的一盘棋为“主将战”；当季后赛两回合淘汰赛的八番棋战成4-4平时，主将战胜者将视为总比分胜利[2]）